# Jyutping

Ett exempel på jyutping.

Jyutping (förenklad kinesiska: 粤拼; traditionell kinesiska: 粵拼; Jyutping: jyut6 ping3) är ett system för transkribering av kantonesiska som utvecklades av Linguistic Society of Hong Kong år 1993. Namnet Jyutping betyder "yue stavning".
Det finns flera system för att transkribera kantonesiskt uttal till det latinska alfabetet, där Jyutping är det mest använda systemet. Det främsta konkurrerande systemet är Yale-systemet.

## Initialer
| b /p/ 巴   | p /pʰ/ 怕   | m /m/ 媽  | f /f/ 花 |
| d /t/ 打   | t /tʰ/ 他   | n /n/ 那  | l /l/ 啦 |
| g /k/ 家   | k /kʰ/ 卡   | ng /ŋ/ 牙 | h /h/ 蝦 |
| gw /kʷ/ 瓜 | kw /kʰʷ/ 誇 | w /w/ 蛙  |          |
| z /ts/ 渣  | c /tsʰ/ 叉  | s /s/ 沙  | j /j/ 也 |

Källa:

## Finaler
| aa /aː/ 沙 | aai /aːi/ 徙 | aau /aːu/ 梢 | aam /aːm/ 三 | aan /aːn/ 山 | aang /aːŋ/ 坑 | aap /aːp/ 圾 | aat /aːt/ 剎 | aak /aːk/ 客 |
|            | ai /ɐi/ 西   | au /ɐu/ 收   | am /ɐm/ 心   | an /ɐn/ 新   | ang /ɐŋ/ 笙   | ap /ɐp/ 濕   | at /ɐt/ 失   | ak /ɐk/ 塞   |
| e /ɛː/ 些  | ei /ei/ 四   | eu /ɛːu/ 掉  | em /ɛːm/ 舐  |              | eng /ɛːŋ/ 鄭  | ep /ɛːp/ 夾  |              | ek /ɛːk/ 石  |
| i /iː/ 詩  |              | iu /iːu/ 消  | im /iːm/ 閃  | in /iːn/ 先  | ing /ɪŋ/ 星   | ip /iːp/ 攝  | it /iːt/ 洩  | ik /ɪk/ 識   |
| o /ɔː/ 疏  | oi /ɔːi/ 開  | ou /ou/ 蘇   |              | on /ɔːn/ 看  | ong /ɔːŋ/ 桑  |              | ot /ɔːt/ 喝  | ok /ɔːk/ 索  |
| u /uː/ 夫  | ui /uːi/ 灰  |              |              | un /uːn/ 寬  | ung /ʊŋ/ 鬆   |              | ut /uːt/ 闊  | uk /ʊk/ 叔   |
| oe /œː/ 鋸 |              |              |              |              | oeng /œːŋ/ 商 |              |              | oek /œːk/ 削 |
|            | eoi /ɵy/ 需  |              |              | eon /ɵn/ 詢  |               |              | eot /ɵt/ 摔  |              |
| yu /yː/ 書 |              |              |              | yun /yːn/ 孫 |               |              | yut /yːt/ 雪 |              |
|            |              |              | m /m̩/ 唔     |              | ng /ŋ̩/ 吳     |              |              |              |

- Finalerna m och ng kan också förekomma som fristående stavelser.
- Finalerna eu, eng och ep förekommer endast i vardagligt uttal.

Källa:

## Toner
I Jyutping förmedlas toner med siffror. Kantonesiskan har enligt de flesta källor sex stycken toner, som enligt Jyutping betecknas på följande sätt:
- Tre platta toner 
  - Hög platt ton – ton nummer 1
  - Medelhög platt ton – ton nummer 3
  - Låg platt ton – ton nummer 6
- Två stigande toner 
  - Stigande från låg till hög ton – ton nummer 2
  - Stigande från låg till medelhög ton – ton nummer 5
- En fallande ton
  - Fallande från låg till mycket låg ton – ton nummer 4

| Namn                             | Yīn Píng (陰平) | Yīn Shàng (陰上) | Yīn Qù (陰去) | Yáng Píng (陽平) | Yáng Shàng (陽上) | Yáng Qù (陽去) | Yīn Rù (陰入) | Zhōng Rù (中入) | Yáng Rù (陽入) |
| -------------------------------- | --------------- | ---------------- | ------------- | ---------------- | ----------------- | -------------- | ------------- | --------------- | -------------- |
| Nummer                           | 1               | 2                | 3             | 4                | 5                 | 6              | 1 (7)         | 3 (8)           | 6 (9)          |
| Kontur                           | 55 / 53         | 35               | 33            | 22 / 21          | 13                | 22             | 5             | 3               | 2              |
| Exempel (traditionell kinesiska) | 分              | 粉               | 訓            | 焚               | 奮                | 份             | 忽            | 發              | 佛             |
| Exempel (Jyutping)               | fan1            | fan2             | fan3          | fan4             | fan5              | fan6           | fat1          | faat3           | fat6           |

Vissa källor argumenterar för att kantonesiskan har nio toner. De tre ytterligare tonerna – 7, 8 och 9 – är i sådana fall extra kort uttal av toner nummer 1, 3 respektive 6 som slutar i glottal stöt (stavelser som slutar i p, t eller k). Dessa räknas enligt Jyutping inte som separata toner (vilket de gör enligt Yale-systemet). Jyutping identifierar således sex olika toner som markeras med siffrorna 1–6. Studier har gett stöd för att kantonesiskan i första hand bör ses som ett språk med sex toner.

## Jämförelse med Yale-systemet
- Digraferna eo och oe representerar /ø/ och /œ:/. De befinner sig dock i komplementär distribution och skrivs båda som eu i Yale.
- /j/ skrivs som j i Jyutping men y i Yale.
- /ts/ skrivs som z i Jyutping men j i Yale.
- /tsʰ/ skrivs som c i Jyutping men ch i Yale.
- I stavelser där yu inte föregås av någon konsonant så placeras ett j före i Jyutping.
- Yale markerar vanligtvis toner med diakritiska tecken samt bokstaven h medan Jyutping alltid använder siffror.

Källa: